# Claudio Fragasso
Claudio Fragasso (2 de octubre de 1951) es un director y guionista italiano. Fragasso es conocido por escribir y dirigir la película de terror Troll 2 (1990), que se ganó el apelativo de la peor película del mundo, por tanto sería más tarde el tema del documental Best Worst Movie (2009). 

## Carrera
Fragasso primero intentó hacer películas de arte en los tempranos 1970, entonces devino en un guionista de la industria de películas italiana en los 1970s. 
En ese tiempo, Fragasso conoció al director Bruno Mattei, el cual dirigió a una sociedad por diez años (de 1980 a 1990), durante los cuales trabajó en películas de Fragasso, a menudo sin ser acreditado. 
La mujer de Fragasso, Rossella Drudi, también era guionista y colaboró con él en muchos proyectos.
Fragasso más tarde iría a escribir y dirigir sus películas propias en los 1980, incluyendo Monster Dog y After Death.

## Filmografía parcial
Nota: Las películas no están necesariamente listadas en orden cronológico.
| Título                               | Año  | Acreditado como | Acreditado como | Acreditado como     | Acreditado como | Notas                   | Ref(s)               |
| Título                               | Año  | Director        | Guionista       | Screen story writer | Otro            | Notas                   | Ref(s)               |
| ------------------------------------ | ---- | --------------- | --------------- | ------------------- | --------------- | ----------------------- | -------------------- |
| Mania                                | 1974 |                 |                 |                     | Sí              | Director de ayudante    | [ 2 ]                |
| Maratón suicida                      | 1976 |                 | Sí              | Sí                  |                 |                         | [ 3 ]                |
| El abogado de los bajos fondos       | 1977 |                 | Sí              |                     |                 |                         | [ 4 ]                |
| La banda Vallanzasca                 | 1977 |                 |                 |                     | Sí              | Colaboración de diálogo | [ 5 ]                |
| I guappi non si toccano              | 1979 |                 | Sí              |                     | Sí              | Director de ayudante    | [ 6 ]                |
| Il medium                            | 1980 |                 | Sí              |                     |                 |                         | [ 7 ]                |
| La vera storia della monaca di Monza | 1980 |                 | Sí              |                     |                 |                         | [27][28]             |
| Apocalipsis caníbal                  | 1980 |                 | Sí              | Sí                  | Sí              | Director de ayudante    | [11][30]             |
| Terror en el convento                | 1981 |                 | Sí              | Sí                  | Sí              | Director de ayudante    | [ 10 ]               |
| I sette magnifici gladiatori         | 1983 |                 | Sí              |                     |                 |                         | [ 11 ]               |
| Año 225, después del holocausto      | 1984 |                 | Sí              |                     |                 |                         | [ 12 ]               |
| El despertar del placer              | 1985 |                 | Sí              | Sí                  |                 |                         | [ 13 ]               |
| Monster Dog                          | 1986 | Sí              | Sí              | Sí                  |                 |                         | [ 14 ]               |
| Apache Kid                           | 1986 |                 |                 |                     | Sí              | Director de ayudante    | [ 15 ]               |
| El cementerio indio                  | 1986 |                 |                 |                     | Sí              | Director de ayudante    | [ 15 ]               |
| Doble objetivo                       | 1987 |                 | Sí              | Sí                  |                 |                         | [ 16 ] [ 17 ]        |
| Strike Commando                      | 1987 |                 | Sí              | Sí                  |                 |                         | [ 18 ]               |
| Zombi 3                              | 1988 |                 | Sí              | Sí                  |                 |                         | [ 19 ] [ 20 ] [ 21 ] |
| Robowar                              | 1988 |                 | Sí              | Sí                  |                 |                         | [ 22 ] [ 23 ]        |
| After Death                          | 1989 | Sí              |                 |                     |                 |                         | [ 24 ]               |
| La casa 5                            | 1990 | Sí              | Sí              | Sí                  |                 |                         | [ 25 ]               |
| Non aprite quella porta 3            | 1990 | Sí              | Sí              | Sí                  |                 |                         | [ 26 ] [ 27 ] [ 28 ] |
| Troll 2                              | 1990 | Sí              | Sí              | Sí                  |                 |                         | [ 29 ]               |
| Teste Rasate                         | 1993 | Sí              |                 |                     |                 |                         | [ 30 ]               |
| Camino sin retorno                   | 1995 | Sí              | Sí              |                     |                 |                         | [ 31 ]               |
| Best Worst Movie                     | 2009 |                 |                 |                     | Sí              | Él                      | [ 32 ]               |
| Interzone                            |      | Sí              |                 |                     |                 |                         | [ 33 ]               |
| Tres para una                        |      |                 | Sí              |                     |                 |                         | [ 34 ]               |